# خاس محلی
خاس محلی(نام علمی: Alchornea ilicifolia) نام یک گونه از تیره فرفیونیان است.